# Nicole van Nierop
Nicole van Nierop, née en 1980 à Eindhoven,, est une actrice néerlandaise.

## Filmographie
Sauf indication contraire, les informations mentionnées dans cette section peuvent être confirmées par la base de données cinématographiques IMDb,  présente dans la section « Liens externes ».

### Cinéma et téléfilms
- 2001 : Paradiso : Joyce van Dijk
- 2001 : Flicka : La vendeuse
- 2002 : Intensive Care : Anne
- 2003 : Russen (nl) : Elie
- 2005 : Burgers/Reizigers : Loe Losman
- 2005 : Liefs uit de Linnaeusstraat : Emmy
- 2005 : Mandarin Ducks : Sabine
- 2006 : Lieve lust (nl) : La serveuse
- 2006 : Wild Romance (nl) : Jopie
- 2007 : Grijpstra & de Gier (nl) : La jeune femme
- 2008 : Parels et zwijnen (nl) : Lisette
- 2009 : New Kids on the Block : Manuela van Grunsven
- 2010 : New Kids Turbo : Manuela van Grunsven
- 2011 : Stilte na de storm : Anna